# Гороховское (Вологодская область)
Гороховское — деревня в Шекснинском районе Вологодской области.
Входит в состав сельского поселения Юроченского, с точки зрения административно-территориального деления — в Юроченский сельсовет.
Расстояние по автодороге до районного центра Шексны — 37 км, до центра муниципального образования Юрочкино — 6 км. Ближайшие населённые пункты — Соболево, Макарьино, Малое Панькино.
По переписи 2002 года население — 18 человек.